# International Fusion Materials Irradiation Facility
Die International Fusion Materials Irradiation Facility (IFMIF)
ist eine seit den 1990er Jahren geplante Forschungseinrichtung, die Materialien auf ihre Eignung für den Einsatz in potenziellen Fusionsreaktoren testen soll. In einem Fusionsreaktor treffen sehr viele Neutronen mit sehr hoher Energie auf das Wandmaterial. Um die Schädigung durch diese Belastung untersuchen und mit Berechnungen vergleichen zu können, soll IFMIF mit einem Teilchenbeschleuniger einen hohen Neutronenfluss entsprechender Teilchenenergie erzeugen. Es handelt sich um ein gemeinsames Projekt der EU, Japans, Russlands und der USA unter Federführung der Internationalen Atomenergie-Organisation.
Das Projekt befindet sich zurzeit (2022) in der sogenannten Engineering Validation and Engineering Design Activities (EVEDA)-Phase. In Bezug auf den Standort dieser internationalen Anlage bewertete die europäische Agentur Fusion for Energy (F4E) im Dezember 2017 den gemeinsamen Vorschlag Spaniens und Kroatiens, IFMIF-DONES (DEMO Oriented NEutron Source) in Granada zu errichten, positiv.

## Werkstoffproblem von Fusionsreaktoren
Einige Strukturteile des Reaktors müssen – neben hoher Wärmebelastung – einer hohen Neutronenbelastung für genügend lange Zeit (z. B. zwei Jahre) standhalten. Handelt es sich beispielsweise um Stahl, liegt der Versetzungsschaden, der sich in dieser Standzeit ansammelt, in der „ersten Wand“, also den an das Fusionsplasma grenzenden Blanket-Teilen, in der Größenordnung von 50 dpa (engl. displacements per atom, Verlagerungen pro Atom). Eine ähnlich wichtige Schadensart ist die Gasentwicklung (Wasserstoff und Helium) durch Neutronenreaktionen im Material (siehe Reaktorwerkstoffe).
Bisher können diese Belastungen experimentell nur unvollkommen simuliert werden. Neutronenbestrahlungen in Hochfluss-Forschungsreaktoren nützen nur begrenzt, weil das Energiespektrum der Neutronen nicht so hoch hinauf reicht wie im Fusionsreaktor. Experimente mit Selbstimplantation – dabei werden Ionen des Zielmaterials mit hoher Energie auf das gleiche Material geschossen, zum Beispiel Wolframionen auf Wolfram – ergeben Versetzungen, aber nicht die gleichzeitige Gasentwicklung. Mehrere Studien haben ergeben, dass keiner der bisher üblichen Neutronenquellen-Typen sich eignet.
Werkstoffe, deren Festigkeitseigenschaften nach der genannten Schädigung noch ausreichen, lassen sich jedoch nicht ohne Bestrahlungsversuche unter realistischen Bedingungen entwickeln. Auch ein Versuchs-Fusionsreaktor wie ITER bietet diese Bedingungen nicht, denn er wird nicht im Dauerbetrieb, sondern in relativ kurzen Experimentierphasen mit dazwischenliegenden Umbaupausen laufen. Der zu entwickelnde Strukturwerkstoff soll aber für den Bau des Prototypkraftwerks DEMO, also am Ende der Nutzungszeit von ITER, schon bereitstehen.

## Konzept von IFMIF

IFMIF-Target mit Beschleunigerstrahlen und Testzelle

### Neutronenquelle
Um mit heute existierender Technologie eine geeignete Neutronenquelle zu schaffen, soll IFMIF Neutronen nutzen, die von schnellen Deuteronen in Lithium ausgelöst werden. Zwei parallel nebeneinander stehende Hochstrom-Linearbeschleuniger liefern je einen Deuteronenstrahl von 40 MeV und der hohen Stromstärke 125 Milliampere; die beiden Strahlen überlappen sich auf dem Target, einer 2,5 cm dicken Schicht von strömendem, flüssigem Lithium. In dieser Schicht werden die Deuteronen vollständig gestoppt. Das Lithium wird in geschlossenem Kreislauf durch einen Kühler gepumpt, um die unvermeidlich entstehende große Wärmeleistung abzuführen. Bei der hohen Deuteronenenergie werden die Neutronen hauptsächlich durch die (d,n)-Strippingreaktion freigesetzt. Sie treten daher nicht isotrop, sondern bevorzugt nach vorne aus dem Target aus. Dort befindet sich die Testzelle mit den Bestrahlungsproben.
Ein Prototyp des Hochstrombeschleunigers in Rokkasho (Japan) wird zurzeit (2022) in Betrieb genommen.
Das in einem Zyklotronexperiment gemessene Neutronen-Energiespektrum weicht in der Form deutlich vom Fusionsreaktorspektrum ab, ist aber hinsichtlich der Materialschädigung gut damit vergleichbar.

### Testzelle
Die Testzelle unterteilt sich in eine Hochflusszone von 500 cm3 dicht am Target, eine dahinter liegende größere Mittelfluss- und eine noch größere Niedrigflusszone. In der Hochflusszone werden in Eisenmaterialien nach Berechnungen 20 bis 55 dpa (ortsabhängig) pro Bestrahlungsjahr erreicht. Sie soll miniaturisierte Strukturwerkstoffproben aufnehmen. In den Mittel- und Niedrigflusszonen können beispielsweise Neutronenvervielfacher- und Brutmaterialien (siehe Blanket) getestet werden. Da monate- und jahrelange Bestrahlungen nötig sind, braucht die Testzelle ein leistungsfähiges Kühlsystem, das aber auch schnell auf Heizen umgeschaltet werden kann, um bei unvorhergesehen Ausfällen der Beschleuniger die Temperatur der Proben konstant halten zu können.
Die zu prüfenden Strukturmaterialien sind unter anderem die in Entwicklung befindlichen niedrigaktivierenden Stähle, aber z. B. auch CFC (Carbon Fiber Carbon Composite, kohlenstofffaserverstärkter Kohlenstoff), SiC/SiC (siliziumkarbidfaserverstärktes Siliziumkarbid) und Wolfram als Material für Divertorplatten.